# GNU/Linux
GNU/Linux（ないしGNU/Linuxオペレーティングシステム、略してGNU/Linuxシステム）は、一般に「Linux」と呼ばれているものが、GNUプロジェクトによるソフトウェアを数多く利用しており、glibcやbashのような重要なライブラリやソフトウェアはGNUが開発しているとして、その呼称としてGNUプロジェクト側が主張している呼称である。

## 由来
一般にLinuxを使用する場合、「カーネルとしてLinuxカーネルを使用し、それ以外はGCC、GNU Binutils、GNU Core Utilitiesなどをはじめとする必須にして多数のGNUのプロダクトを使用」しているものがほとんどである。そのためこのようなシステムを「GNU/Linuxシステム」と呼ぶべきだとGNUプロジェクトは主張している。Linuxカーネル開発者のリーナス・トーバルズはこの呼称について部分的に受け入れているが、全てのLinuxシステムに対しての呼称としては反対しており、個人的にはLinuxと呼び続ける、としている（GNU/Linux名称論争#「Linux」支持に詳細）。

## その他
Debianはその成立経緯などから、ディストリビューションの正式名を「Debian GNU/Linux」とするなどGNUプロジェクトを尊重する立場をとっている。またDebianプロジェクトは他のプロダクトにもこの命名方式を転用しており、カーネルにGNUプロジェクト製のカーネルHurdを使用しその他のGNUプロジェクト製ソフトウェアをあわせた「Debian GNU/Hurd」や、FreeBSDのカーネルを使う「Debian GNU/kFreeBSD」などがある。
なお、逆にGNUプロジェクトのプロダクトを一切使わないLinuxシステムというものについて、具体例としてGNUプロジェクトがFAQでAndroidを挙げているという例を出す者がいるが、しかしFAQをちゃんと読むと、そもそもAndroidは一般にLinuxシステムと呼ばれているものとは全く違うものなので、AndroidをLinuxシステムと呼ぶこと自体が間違いだと述べている。だいたいにおいて実際のところ、例えば、Linuxカーネルのコンパイルは、実用的には、gccでしか不可能である。gcc以外（特にClang）でのコンパイルは、いくつか成功したという報告はあるが、本格的なものは2016年現在LLVMLinuxというプロジェクトで進行中の状態である。また、カーネルとの結びつきが特に強いコンポーネントに標準Cライブラリがあるが、それについてはGNU Cライブラリ（glibc）以外にmuslなどがある。